# Сергий Валаамский
Се́ргий Валаа́мский — православный монах, которому приписывают роль просветителя карельских языческих племён и утвердителя христианства в Северном Приладожье. По монастырскому преданию, является вместе с Германом Валаамским основателем Валаамского монастыря.
Время жизни Сергия обычно относят к X веку и называют его греком. Древние новгородские летописи говорят: мощи преподобных Сергия и Германа перенесены в Новгород во время нашествия шведов в 1163—1164 годах. «В лето 1163 поставиша Великому Новуграду архиепископа Иоанна Перваго, а преж были епископы. Того же лета обретены быша мощи и перенесены преподобных отец наших Сергия и Германа Валаамских, Новгородских чудотворцев при архиепископе Новгородском Иоанне».
По другим данным, он жил в XIV веке: в Новгородской Софийской библиотеке, на доске древней рукописной книги, содержащей правила Святых Отец и семи Соборов, находится записка со следующими словами: «В лето 6837 (1329) нача жити на острове Валаамском, озере Ладожском, старец Сергий». По другим запискам значится, что к основателю Валаамской обители пришёл на сожительство преподобный Герман в 1393 году.
11 (24) сентября  празднуется, согласно Типикону, со всенощным бдением последнее перенесение их мощей из Великого Новгорода обратно в Валаамскую обитель, когда опасность нападения шведов миновала, и мощи были положены глубоко под спуд, где и ныне почивают. По другой версии, восходящей к рукописи XVI века, опубликованной Н. А. Охотиной-Линд, празднование 11 сентября установлено в середине XVI века в память перенесения мощей Сергия Валаамского из Новгорода, где тот скончался, и погребения их рядом с мощами Германа (праздник «святого соединения»).

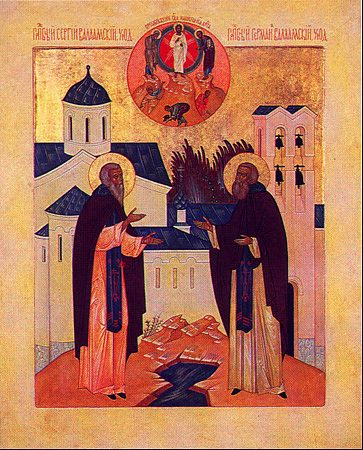
Сергий и Герман Валаамские. Икона XIX века

Празднование 28 июня (11) июля — первоначально сугубо местное, установлено в середине XVIII века и было приурочено к проходившей под стенами монастыря ярмарке. 20 октября (1 ноября) 1819 года Святейшим синодом было предписано общероссийское почитание Валаамских угодников и определены дни церковного празднования их памяти 28 июня (11 июля н. ст.) и 11 сентября (24 сентября н. ст.).